# ران میوئک
ران میوئک (انگلیسی: Ron Mueck; ۹ مهٔ ۱۹۵۸ – ) مجسمه‌ساز و هنرمند اهل استرالیا است.